# Гренвілл (Південна Дакота)
Гренвілл (англ. Grenville) — місто (англ. town) в США, в окрузі Дей штату Південна Дакота. Населення — 48 осіб (2020).

## Географія
Гренвілл розташований за координатами 45°28′1″ пн. ш. 97°23′25″ зх. д. / 45.46694° пн. ш. 97.39028° зх. д. (45.466992, -97.390231).  За даними Бюро перепису населення США в 2010 році місто мало площу 0,61 км², уся площа — суходіл.

## Демографія
Згідно з переписом 2010 року, у місті мешкали 54 особи в 30 домогосподарствах у складі 14 родин. Густота населення становила 88 осіб/км².  Було 44 помешкання (72/км²).
Расовий склад населення:
| - 98,1 % — білих - 1,9 % — чорних або афроамериканців |

До двох чи більше рас належало 0,0 %. Частка іспаномовних становила 0,0 % від усіх жителів.
За віковим діапазоном населення розподілялося таким чином: 11,1 % — особи молодші 18 років, 64,8 % — особи у віці 18—64 років, 24,1 % — особи у віці 65 років та старші. Медіана віку мешканця становила 55,0 року. На 100 осіб жіночої статі у місті припадало 125,0 чоловіків;  на 100 жінок у віці від 18 років та старших — 128,6 чоловіків також старших 18 років.
Середній дохід на одне домашнє господарство  становив 58 407 доларів США (медіана — 31 042), а середній дохід на одну сім'ю — 76 733 долари (медіана — 43 125). За межею бідності перебувало 27,8 % осіб, у тому числі 55,6 % дітей у віці до 18 років та 31,4 % осіб у віці 65 років та старших.
Цивільне працевлаштоване населення становило 26 осіб. Основні галузі зайнятості: будівництво — 30,8 %, сільське господарство, лісництво, риболовля — 23,1 %, роздрібна торгівля — 15,4 %, освіта, охорона здоров'я та соціальна допомога — 15,4 %.